# Мариньяш
Мариньяш (порт. Marinhas)  —  район (фрегезия) в Португалии,  входит в округ Брага. Является составной частью муниципалитета  Эшпозенде. По старому административному делению входил в провинцию Минью. Входит в экономико-статистический  субрегион Каваду, который входит в Северный регион. Население составляет 5677 человек на 2001 год. Занимает площадь 11,72 км².